# Valse avec Bachir
Pour plus de détails, voir Fiche technique et Distribution.
Valse avec Bachir (en hébreu ואלס עם באשיר, Vals im Bashir) est un documentaire-fiction d'animation israélo-franco-allemand réalisé par Ari Folman et sorti en 2008. Il évoque la recherche par un Israélien de ses souvenirs perdus de son expérience de soldat pendant l'invasion israélienne du Liban en 1982 et le massacre de Palestiniens dans les camps de réfugiés de Sabra et Chatila par les milices phalangistes soutenues par Israël. Le récit est autobiographique.
Le film a obtenu de nombreux prix dans le monde, dont le Golden Globe Award du meilleur film étranger et le César du meilleur film étranger en 2009. Il a également été en compétition pour la Palme d'or en 2008 et nommé pour l'Oscar du meilleur film en langue étrangère en 2009.

## Synopsis
En 1982, durant l'invasion israélienne du Liban ou « opération Paix en Galilée », le jeune Ari Folman, dix-neuf ans, fait son service militaire. Vingt-quatre ans plus tard, en 2006, il rencontre un ami de cette époque, Boaz, qui lui parle d'un rêve étrange qu'il fait toutes les nuits depuis plus de deux ans, mettant en scène des chiens qu'il a tués durant la guerre.
Ari tente alors de se rappeler cette période de sa vie, sans y parvenir. Il parvient cependant à se remémorer une scène qu'il ne peut interpréter : lui et deux jeunes soldats sortant nus de la mer sous la lumière de fusées éclairantes dans la baie de Beyrouth. Il pense alors qu'il s'agit des scènes du massacre de Sabra et Chatila, où l'armée israélienne a couvert les milices phalangistes chrétiennes partisanes de Bachir Gemayel, mais sans en être sûr, sans même savoir s'il était réellement présent près du camp cette nuit du 17 septembre 1982. Ari Folman décide de rencontrer des compagnons de cette période et de les questionner sur la guerre. Mais il doit se rendre à l'évidence : premièrement, ses amis n'arrivent pas à tout se rappeler, et deuxièmement, il est probable que les événements anciens que se racontent ces vétérans n'aient jamais eu lieu et soient des faux souvenirs créés par leur inconscient afin d'obscurcir les souvenirs des trop douloureuses scènes de guerre.
Petit à petit, Ari retrouve par flash des scènes de cette guerre et de sa participation : l'attaque d'une voiture civile ; la mort d'un enfant ayant tiré une roquette sur un char ; les tanks israéliens bombardés par l'aviation israélienne ; sa permission au bout de six semaines de guerre… Mais surtout, il redécouvre qu'il a indirectement participé au massacre, en tirant des fusées éclairantes depuis le toit d'un immeuble pour faciliter la tâche des miliciens.
Le film se termine par des images bien réelles extraites d'un reportage-documentaire de la chaîne de télévision britannique BBC au lendemain du massacre lors de l'entrée dans le camp de Sabra et Chatilla et montrant des femmes palestiniennes hurlant de désespoir parmi les décombres et les cadavres.

## Fiche technique
- Titre : Valse avec Bachir
- Titre original : ואלס עם באשיר (Vals im Bashir)
- Réalisation : Ari Folman
- Scénario : Ari Folman
- Musique originale : Max Richter
- Montage : Nili Feller
- Production : Ari Folman, Serge Lalou, Geirhard Meixner, Yael Nahlieli, Roman Paul
- Sociétés de production : Bridgit Folman Film Gang, Les Films d'ici, Razor Film Produktion GmbH, Arte
- Animation : Tal Gadon, Gali Edelbaum, Neta Holzer, Asenath 'Osi' Wald, Sefi Ayego, Orit Shimon, Zohar Shahar, Lilach Sarid, Barak Drori
- Durée : 90 minutes
- Format : 1,85
- Pays de production :  Israël,  France,  Allemagne
- Langue : hébreu, anglais
- Genre : documentaire, animation, guerre
- Dates de sortie :
  - 13 mai 2008 : avant-première mondiale au Festival de Cannes
  - 5 juin 2008 : Israël
  - 25 juin 2008 : France

## Distribution
- Ari Folman (VF : Patrick Floersheim) : son propre rôle
- Miki Leon (VF : Michel Papineschi): Boaz Rein-Buskila
- Ori Sivan (en) (VF : Michel Mella): son propre rôle
- Yehezkel Lazarov (en) (VF : Féodor Atkine): Carmi Cna'an
- Ronny Dayag (VF : Daniel Lafourcade): son propre rôle
- Shmuel Frenkel (VF : David Kruger): son propre rôle
- Dr Zahava Solomon (VF : Marie-Laure Beneston): son propre rôle
- Ron Ben-Yishai (VF : Philippe Catoire): son propre rôle
- Dror Harazi (VF : Jacques Frantz): son propre rôle

## Conception et production
Premier véritable long métrage documentaire d'animation, Valse avec Bachir est considéré comme l'une des principales œuvres du genre. Ce film, proche du questionnement documentaire, aborde la question de la mémoire et de l'oubli. Il s'intéresse en particulier aux soldats israéliens confrontés aux souvenirs du massacre de Sabra et Chatila en 1982 lors de l'intervention militaire israélienne au Liban de 1982 : étaient-ils partie prenante ou simplement spectateurs ? Un tel thème historique est atypique pour un film d'animation.
Valse avec Bachir explore la mémoire du réalisateur, Ari Folman. Il est fondé sur des interviews réelles d'amis de l'époque qu'il est allé retrouver. La plupart témoignent sous leur vrai nom.
Ari Folman précise que les dessins de son film ne sont pas réalisés en rotoscopie. « Chaque dessin du film a été créé de toutes pièces », explique-t-il,.
Le titre du film fait référence à une scène durant laquelle, pendant un combat en plein Beyrouth, un soldat israélien tire longuement avec une MAG en tournant sur lui-même, effectuant ce qui ressemble à une valse, à quelques mètres d'un immense portrait de Bachir Gemayel. Le récent meurtre de Gemayel ayant été l'événement déclencheur des massacres de Sabra et Chatila, cette scène est une métaphore sur les relations entre les Phalangistes (les hommes de Bachir) et l'armée israélienne.
Le film était en compétition officielle du 61e Festival de Cannes (2008) ainsi que pour l'Oscar du meilleur film en langue étrangère ,, mais n'a pas été primé . Le film a par contre réussi à obtenir le Golden Globe Award du meilleur film étranger en 2009.

## Bande originale
L'essentiel de la bande originale a été composée par Max Richter, un compositeur allemand associé au mouvement « post-minimaliste ». Ses musiques aident souvent à l'immersion dans les séquences de souvenirs, de rêve ou d'hallucinations, d'autant plus que ces scènes sont des récits d'instants de guerre. Les compositions sont basées sur l'utilisation de violons et de bois tenant un thème insistant, répétitif, lancinant, soutenues par une percussion souvent limitée à une pulsation sourde (en particulier les toutes dernières scènes dans le camp), et parfois agrémentées d'une entrée en puissance des cuivres et d'autres percussions.
Liste de compositions et chansons utilisées :
- Enola Gay d'Orchestral Manoeuvres in the Dark (OMD au générique) ;
- This Is Not a Love Song (en) de Public Image Limited (PIL au générique) ;
- I Bombed Beirut par Zeev Tene, d'après I Bombed Korea du groupe Cake (dans l'album Motorcade of Generosity, 1994) ;
- Lebanon boker tov de Navadey Ha-Ukaf ;
- Concerto pour piano no 5 de Johann Sebastian Bach, BWV 1056 (deuxième mouvement)

- Sonate pour piano no 20 de Franz Schubert, D. 959, Andantino.
- Valse op. 64 no 2 en ut dièse mineur de Chopin.

## Analyse du film
L'œuvre met en avant le questionnement sur la culpabilité, en utilisant entre autres l'analyse des rêves par des psychanalystes . Des scènes de rêves érotiques alternant avec celles de guerre, pose un lien entre les concepts psychanalytiques de pulsion de vie et de pulsion de mort. Les images de guerre normalement choquantes, mise en animation provoquent au contraire un sentiment d'irréel, à la fois surréaliste et hypnotique,.

## Distinctions
- Le film a été présenté en compétition officielle lors du Festival de Cannes 2008[12]
- Six Ophirs du cinéma israéliens : meilleur film, meilleur réalisateur, meilleur scénario, meilleure bande son, meilleur montage, meilleur design artistique
- Prix du meilleur film d'animation lors des Asian Pacific Screen Awards
- Golden Globe Award 2009 : Meilleur film étranger
- Prix des auditeurs du Masque et la Plume 2008 du film étranger.
- César du meilleur film étranger 2009
- Nomination à l'Oscar du meilleur film en langue étrangère 2009.
- Prix Humanum 2008 de l'UPCB / UBFP - Union de la presse cinématographique belge